# Jobst von Limburg-Styrum
Jobst von Limburg-Styrum (* 19. April 1560 in Borculo; † 7. August 1621 auf dem Kasteel de Wildenborch in Bronckhorst) war ein Adliger, durch Abstammung Graf von Limburg, durch Erbe Graf von Bronckhorst, Herr zu Styrum, Borculo und Lichtenvoorde sowie Bannerherr von Geldern und Zutphen.

## Leben
Jobst war der erstgeborene Sohn des Grafen Hermann Georg von Limburg-Styrum (* 1540; † 27. August 1574) und dessen Ehefrau Gräfin Maria von Hoya (* 14. April 1534; † 28. Dezember 1612 in Terborg).
Er wird erstmals urkundlich 1569 als Domherr in Köln, Mainz und Münster genannt, als er sich um eine weitere Präbende als Stiftsherr zu St. Gereon in Köln bewarb.
Im Jahr 1573 war er Page am herzoglichen Hof Wilhelms von Jülich-Kleve-Berg in Düsseldorf. Im Jahr 1581 war er unter dem Gefolge des Herzogs beim feierlichen Regierungsantritt des Fürstbischofs Ernst von Bayern als Fürstbischof von Lüttich.

## Ehe und Nachkommen
Jobst heiratete am 2. März 1591 in Detmold Gräfin Maria von Schauenburg und Holstein-Pinneberg (* 14. Oktober 1559; † 3. Oktoberjul. / 13. Oktober 1616greg. auf Kasteel de Wildenborch), Erbin der Herrschaft Gemen und Tochter von Otto IV. von Holstein-Schaumburg und Elisabeth Ursula von Braunschweig-Lüneburg, und hatten zusammen folgende Kinder:
- Hermann Otto (* 3. September 1592 auf Schloss Styrum; † 17. Oktober 1644 in Bergen op Zoom)

⚭ 22. März 1618 Anna Magdalene, Freiin Spies von Büllesheim zu Frechen (* 1595 in Frechen; † 16. Mai 1659 in Bergen op Zoom)
- Georg Ernst (* 29. August 1593 in Brake; † 1. September 1661 in Terborg)

⚭ 24. Mai 1631 in Steinfurt Magdalena von Bentheim (* 6. Mai 1591 in Steinfurt; † 17. Februar 1649 in Terborg)
⚭ 13. Januar 1656 Gräfin Sophie Margarete von Nassau-Siegen (* 16. April 1610 in Siegen; † 28. Mai 1665 in Terborg)
- Wilhelm Friedrich (* 31. August 1594 auf Kasteel de Wildenborch; † 1. April 1635 in Den Haag)

- Johann Adolf (* 9. Juli 1596 auf Kasteel de Wildenborch; † 1615)

- Bernhard Albrecht (* 29. August 1597 auf Kasteel de Wildenborch; † 9. Oktober 1637 in Köln), Domherr in Straßburg, Domküster in Köln

⚭ 11. November 1626 mit Gräfin Anna Maria von dem Bergh-’s-Heerenberg (* um 1605; † 23. Juni 1653)
- Elisabeth Juliana (* 28. Oktober 1598 auf Kasteel de Wildenborch; † 2. November 1641 ebenda), Kanonikerin zu Vreden, Elten und Borghorst, Koadjutrix ihrer Tante Agnes von Limburg-Styrum

- Anna Sophia (* 21. März 1602 auf Kasteel de Wildenborch; † 9. September 1669 ebenda), Stiftsdame in Essen und Pröpstin in Rellinghausen

⚭ 1623 Johann von Morrien zu Nordkirchen (* 2. Dezember 1597; † 30. März 1628)
⚭ 1630 Johann Melchior von Dombroick (* um 1600; † 1658)
- Agnes Elisabeth (* 18. März 1603 in Bronkhorst; † 15. November 1641 in Elten)